# Segundo gobierno de Daniel Noboa
El segundo gobierno de Daniel Noboa comenzó el 24 de mayo de 2025, cuando alrededor de las 11:00 hrs (UTC -5:00) asumió como presidente de la República del Ecuador en su segunda posesión presidencial en el Palacio Legislativo. Noboa fue previamente presidente durante el período 2023-2025, luego de la «muerte cruzada» que puso fin al gobierno de Guillermo Lasso.
Daniel Noboa fue reelegido como presidente en la elecciones generales de febrero y abril de 2025, después de derrotar en la segunda vuelta a la candidata Luisa González, junto a su compañera de fórmula María José Pinto.

## Antecedentes

### Primera elección presidencial de Noboa
Luego de que el expresidente Guillermo Lasso fue llevado a juicio político por su oposición desde la Asamblea Nacional, ordenó la «muerte cruzada» de las funciones legislativa y ejecutiva, y se convocó a nuevas elecciones. Las autoridades electas en esas elecciones anticipadas, únicamente estarían en sus cargos para cubrir el tiempo restante que le quedaba al cuarto período legislativo y al gobierno de Lasso, esto es, hasta mayo de 2025.
El Consejo Nacional Electoral convocó a elecciones generales del legislativo y del ejecutivo el 20 de agosto de 2023, donde Luisa González de la Revolución Ciudadana RC5 obtuvo el primer lugar con 33.61%, mientras que Daniel Noboa de la alianza ADN quedó en segundo lugar con un 23.47%, por lo que existió un balotaje para poder determinar la presidencia. La segunda vuelta electoral se realizó el 15 de octubre de 2025, donde Noboa, frente a todo pronóstico venció a González, obteniendo la presidencia.

### Primer gobierno de Noboa
Daniel Noboa asumió el cargo de presidencial de manera formal el 24 de mayo de 2023 ante la Asamblea Nacional que se había instalado el 14 de mayo previo, estando liderado por su presidente Henry Kronfle. Una de las características que sobresalieron de inicio a fin del período irregular del gobierno, fue el distanciamiento y posterior enemistad manifiesta con la vicepresidente Verónica Abad.
La relación de la Función Ejecutiva con la Función Legislativa, estuvo marcada por el dominio que obtuvo la Revolución Ciudadana RC5 con sus 52 escaños de la Asamblea, conformando el bloque legislativo más fuerte. ADN, en alianzas con otros movimientos o asambleístas tránsfugos tuvo que hacer frente al correísmo de diversas formas, teniendo que llegar incluso a acuerdos tanto con RC5 como con los socialcristianos. 
Uno de los ejes claves del gobierno fue la lucha contra la delincuencia.

## Posesión
Daniel Noboa oficialmente asumió su segundo mandato el 24 de mayo de 2025, la ceremonia de posesión se realizó en el pleno de la Asamblea Nacional con la participación de 93 autoridades internacionales.

## Gabinete ministerial
| Cargo                                                                                          | Titular                | Cargo                                                                     | Titular               |
| ---------------------------------------------------------------------------------------------- | ---------------------- | ------------------------------------------------------------------------- | --------------------- |
| Ministro de Gobierno Desde el 11 de noviembre de 2024                                          | José de la Gasca       | Ministro del Interior Desde el 21 de febrero de 2025                      | John Reimberg         |
| Ministra de Relaciones Exteriores y Movilidad Humana Desde el 23 de noviembre de 2023          | Gabriela Sommerfeld    | Ministro de Economía y Finanzas Desde el 16 de abril de 2025              | Sariha Moya           |
| Ministra de la Mujer y Derechos Humanos Desde el 25 de noviembre de 2023                       | Arianna Tanca          | Ministro de Defensa Nacional Desde el 23 de noviembre de 2023             | Gian Carlo Loffredo   |
| Ministro de Agricultura y Ganadería Desde el 23 de noviembre de 2023                           | Franklin Palacios      | Ministro de Salud Pública Desde el 27 de mayo de 2025                     | Juan Bernardo Sánchez |
| Ministra de Trabajo Desde el 23 de noviembre de 2023                                           | Ivonne Núñez           | Ministra de Energía y Minas Desde el 11 de febrero de 2025                | Inés Manzano          |
| Ministro de la Producción, Comercio Exterior, Inversiones y Pesca Desde el 16 de abril de 2025 | Luis Alberto Jaramillo | Ministra de Educación Desde el 23 de abril de 2024                        | Alegría Crespo        |
| Ministra de Ambiente, Agua y Transición Ecológica Desde el 27 de mayo de 2025                  | María Luisa Cruz       | Ministro de Desarrollo Urbano y Vivienda Desde el 23 de noviembre de 2023 | Humberto Plaza        |
| Ministro de Telecomunicaciones y de la Sociedad de la Información Desde el 14 de mayo de 2025  | Carlos Kury            | Ministro de Transporte y Obras Públicas Desde el 23 de noviembre de 2023  | Roberto Luque         |
| Ministra de Cultura y Patrimonio Desde el 23 de noviembre de 2023                              | Romina Muñoz           | Ministro del Deporte Desde el 5 de marzo de 2025                          | José David Jiménez    |
| Ministro de Inclusión Económica y Social Desde el 27 de mayo de 2025                           | Harold Burbano         | Ministro de Turismo Desde el 27 de mayo de 2025                           | Mateo Estrella        |